# Список островов Соломоновых Островов
Ниже представлен список наиболее крупных или известных островов государства Соломоновы Острова (всего архипелаг состоит из примерно тысячи островов, около трети из которых обитаемы). Сортировка — по провинциям и архипелагам.

## Список островов
Провинция Гуадалканал
- Вулелуа
- Гуадалканал (Исатабу)
- Корасахалу
- Марау-Саунд
- Нугху
- Таванипупу

Западная провинция
- Гхои[англ.]
- Кеннеди (Касоло; Плам-Паддинг; Изюмного Пудинга)
- Киамбе[англ.]
- Кинггуру[англ.]
- Лиапари[англ.]
- Логха[англ.]
- Лола[англ.]
- Лумбари[англ.]
- Марово[англ.]
- Матикури[англ.]
- Мбуло[англ.]
- Мондомондо[англ.]
- Наказа[англ.]
- Нусатупе[англ.]
- Острова Нью-Джорджия
  - Арундель[англ.] (Кохингго)
  - Вангуну
  - Велья-Лавелья
  - Вонавона[англ.]
  - Гхизо[англ.]
  - Коломбангара (Куламбангара)
  - Мбава[англ.]
  - Мборокуа[англ.]
  - Нггатокае[англ.]
  - Нью-Джорджия
  - Ранонгга (Гханонгга)
  - Рендова
  - Симбо[англ.]
  - Тетепаре
- Рамата[англ.]
- Телина[англ.]
- Трежери (Сокровищ)
  - Моно[англ.]
  - Стирлинг[англ.]
- Уепи[англ.]
- Фаизи
- Шортлендские острова
  - Балалае[англ.] (Баллале; Баллали)
  - Фауро
  - Шортленд (Алу)

Провинция Исабель
- Арнарвон
- Керехикапа[англ.]
- Малеивона[англ.]
- Рамос[англ.]
- Сан-Хорхе[англ.]
- Санта-Исабель
- Сикопо[англ.]
- Фурона[англ.]

Провинция Макира-Улава
- Макира (Сан-Кристобаль)
- Овараха[англ.] (Ова-Раха; Санта-Ана)
- Оварики[англ.] (Ова-Рики; Санта-Каталина)
- Олу-Малау (Три Сестры)
  - Алиъите[англ.]
  - Малаулало[англ.]
  - Малаупаина[англ.]
- Пио[англ.]
- Уги[англ.] (Уки; Уки-Ни-Маси)
- Улава[англ.]

Провинция Малаита
- Алите[англ.]
- Анута-Паина[англ.]
- Маанаъомба[англ.]
- Малаита (Мала; Мара; Мвала)
  - Адагеге[англ.]
  - Лауласи[англ.]
  - Сулуфоу[англ.]
  - Фунаафоу[англ.]
- Мбасакана[англ.]
- Ндаи[англ.] (Даи; Гоуэр; Инаттендью)
- Онтонг-Джава
- Ронкадор (Канделярия)
- Саут-Малаита[англ.] (Смолл-Малаита; Марамасике; Южная Малаита; Малая Малаита)
- Сикаиана (Стюарта)

Провинция Реннелл и Беллона
- Беллона (Мунгики)
- Индиспенсейбл (Незаменимые рифы)
- Реннелл (Мугаба)

Провинция Темоту
- Анута (Ануда; Черри; Вишнёвый)
- Дафф (Таумако)
  - Таумако
- Риф
  - Ломлом
  - Макалом
  - Матема
  - Налонго и Нупани
  - Нифилоли
  - Нукапу
  - Отмель Паттесона[англ.]
  - Пилени
  - Фенуалоа
- Санта-Крус
  - Ваникоро (Ваниколо)
    - Бание[англ.]
    - Теану[англ.] (Теваи)

  - Мало
  - Нендо (Нендё; Санта-Крус; Ндени; Нитенди; Нденде)
  - Утупуа
- Тикопиа
- Тинакула
- Фатутака (Фату-Така; Пату-Така; Митрэ)

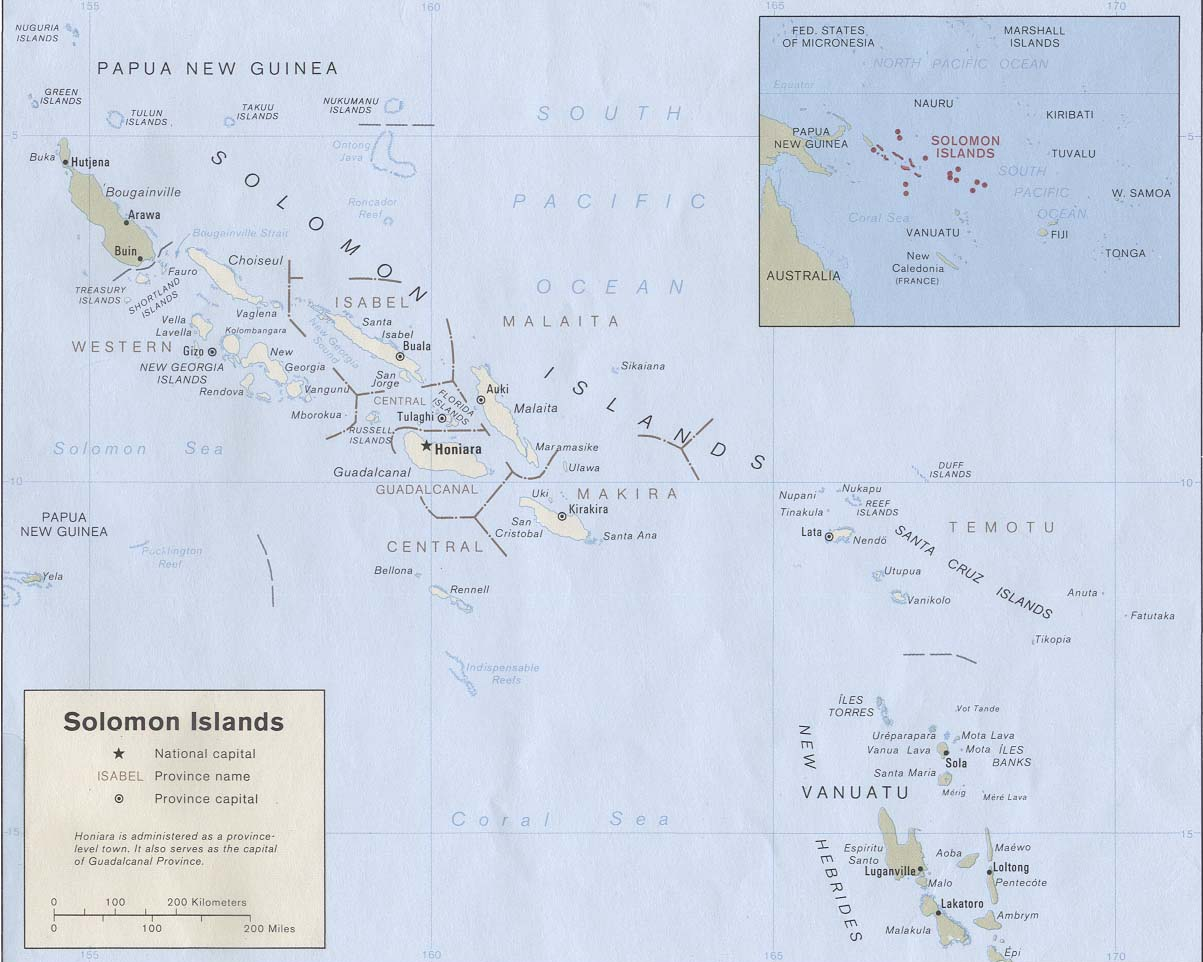
Карта Соломоновых Островов (1989)

Центральная провинция
- Аеаун[англ.]
- Нггела (Флоридские)
  - Гавуту
  - Танамбого
  - Тулаги (Тулагхи)
- Расселл
  - Мбаника[англ.]
  - Павуву
- Саво

Провинция Шуазёль
- Вагена[англ.] (Ваглена; Уагина)
- Нуатамбу
- Роб-Рой (Велавиру)
- Сайприан-Бридж[англ.] (Киприана Бриджа)
- Таро
- Шуазёль